# Monsieur Batignole
«Monsieur Batignole» è un film del 2002, diretto da Gérard Jugnot, che ne è anche il principale interprete.

## Trama
Parigi, 1942; Edmond Batignole è un rosticcere che, durante l'occupazione tedesca della Francia, cerca di destreggiarsi evitando con cura di prendere posizione e curandosi soltanto dei suoi affari. Un giorno degli abitanti del quartiere - la famiglia ebrea Bernstein - vengono arrestati e deportati. Sua moglie chiede a Pierre Jean, fidanzato della figlia Micheline e collaborazionista tedesco, di intercedere presso le autorità tedesche affinché venga loro assegnato il prestigioso appartamento che è rimasto vuoto dopo l'arresto. La cosa mette a disagio Edmond, che però non ha voglia di opporsi alle insistenze della moglie. Grazie alle raccomandazioni del collaborazionista la casa viene loro assegnata. Ma proprio nel giorno in cui la famiglia Batignole si trasferisce nell'appartamento e festeggia l'evento assieme agli ufficiali tedeschi, suona alla porta Simon, uno dei bambini della famiglia Bernstein, che è riuscito a fuggire prima di essere deportato in Germania. Edmond dapprima lo vuole mandar via, ma poi si fa sempre più coinvolgere nel tentativo di salvare il ragazzino, al quale si aggiungono poi altre due bimbe, Sara e Guila Cohen, cioè due cugine di Simon anche loro sfuggite alla deportazione della loro famiglia.
Alla fine il senso di giustizia prende il sopravvento in Edmond. Sfidando con insospettabile coraggio le SS, riesce a trovare i soldi per organizzare la fuga dei tre bimbi verso la Svizzera. Ma Pierre Jean li scopre e minaccia fanaticamente di denunciarlo alle SS. Edmond lo uccide e fugge in treno assieme ai tre bimbi per raggiungere la frontiera svizzera. La figlia Micheline, benché fosse la fidanzata di Pierre Jean, approva le sue azioni. Riuscendo fortunosamente a eludere i controlli, i quattro arrivano in una fattoria vicino al confine, dove vengono ospitati da Irène, il cui marito è prigioniero di guerra. Qui rischiano di essere arrestati per la sbadataggine del piccolo Simon e di Martin, il figlio di Irène geloso delle attenzione della madre per Edmond. Ma anche in questo caso riescono a sfuggire ai tedeschi. Alla fine Edmond riesce a condurre i bambini alla frontiera svizzera. Al momento di salutare i tre bambini, anche Edmond decide di restare con loro, scegliendo così una vita meno conformista. Simon, Sara e Guila si salveranno, ma non rivedranno mai più le loro famiglie.

## Critica
Il film si inserisce nel filone delle opere che propongono un'autocritica del comportamento dei francesi durante l'occupazione tedesca e la deportazione degli ebrei che ne scaturì, in particolare quando fu effettuata un'operazione nota come Rastrellamento del Velodromo d'Inverno. Un tema poi affrontato, anche se con accenti diversi, in altre due opere, entrambe del 2010, come La chiave di Sara e Vento di Primavera.
La pellicola ha ricevuto critiche positive sia in Francia, sia in Italia, dove Tullio Kezich lo ha collegato a La vita è bella di Roberto Benigni.

## Ambientazione
Il film è ambientato in gran parte a Parigi. In particolare, il negozio di macelleria dei Batignole viene posto in rue (oggi Avenue) Sibelle, nel 14º arrondissement. Le scene ambientate fuori Parigi sono state riprese a Le Bizot, Les Gras e Morteau, tutti Comuni del Dipartimento del Doubs, che si trova effettivamente al confine franco - svizzero.

## Altre notizie
Presentato al Festival del Cinema di Locarno del 2002, nella sezione "Evénements". È stata realizzata la versione DVD prodotta dalla Warner Home Video nel 2002.